# Espace public

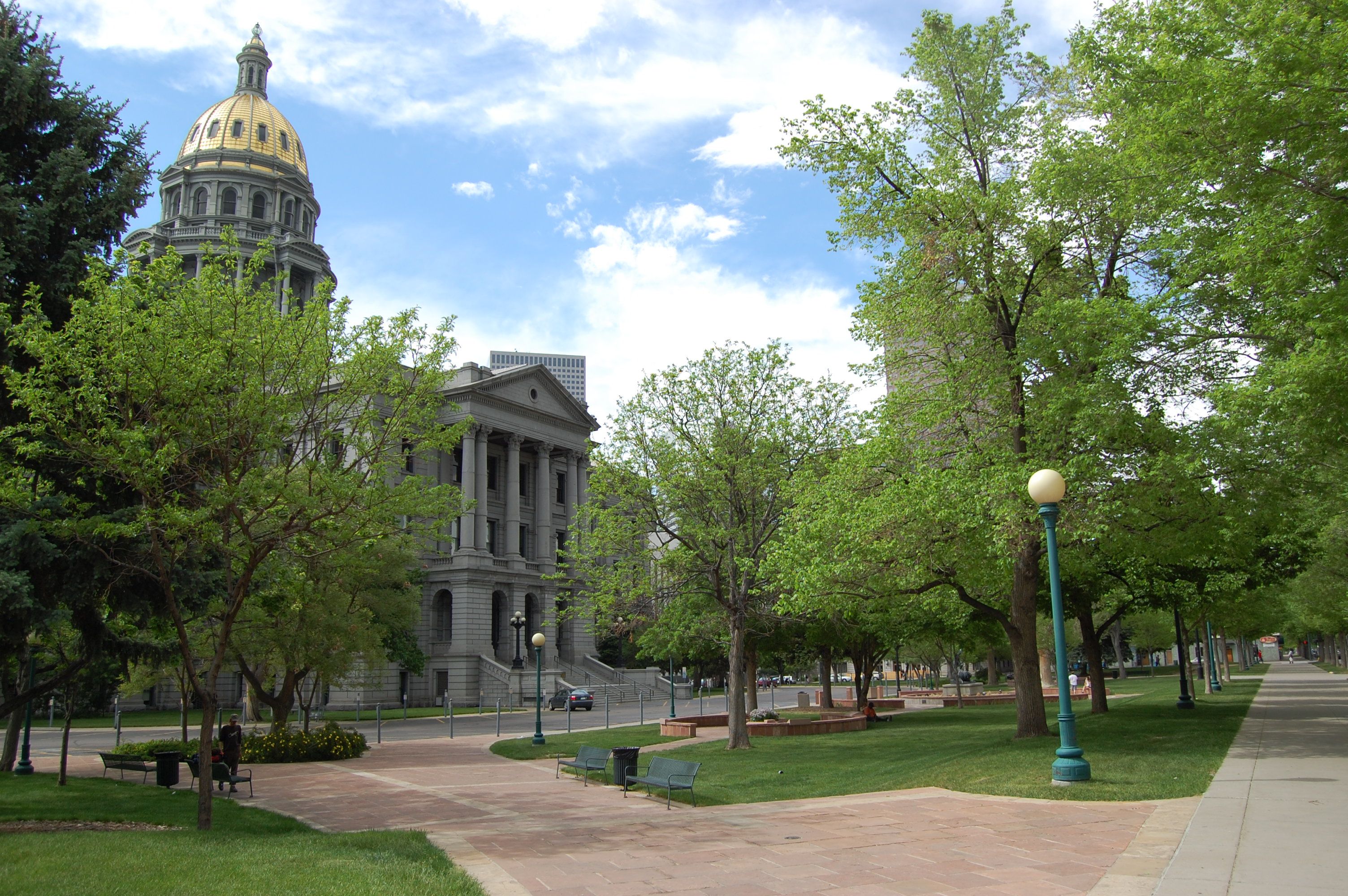
Parc devant le Capitole de l'État du Colorado, espace public.

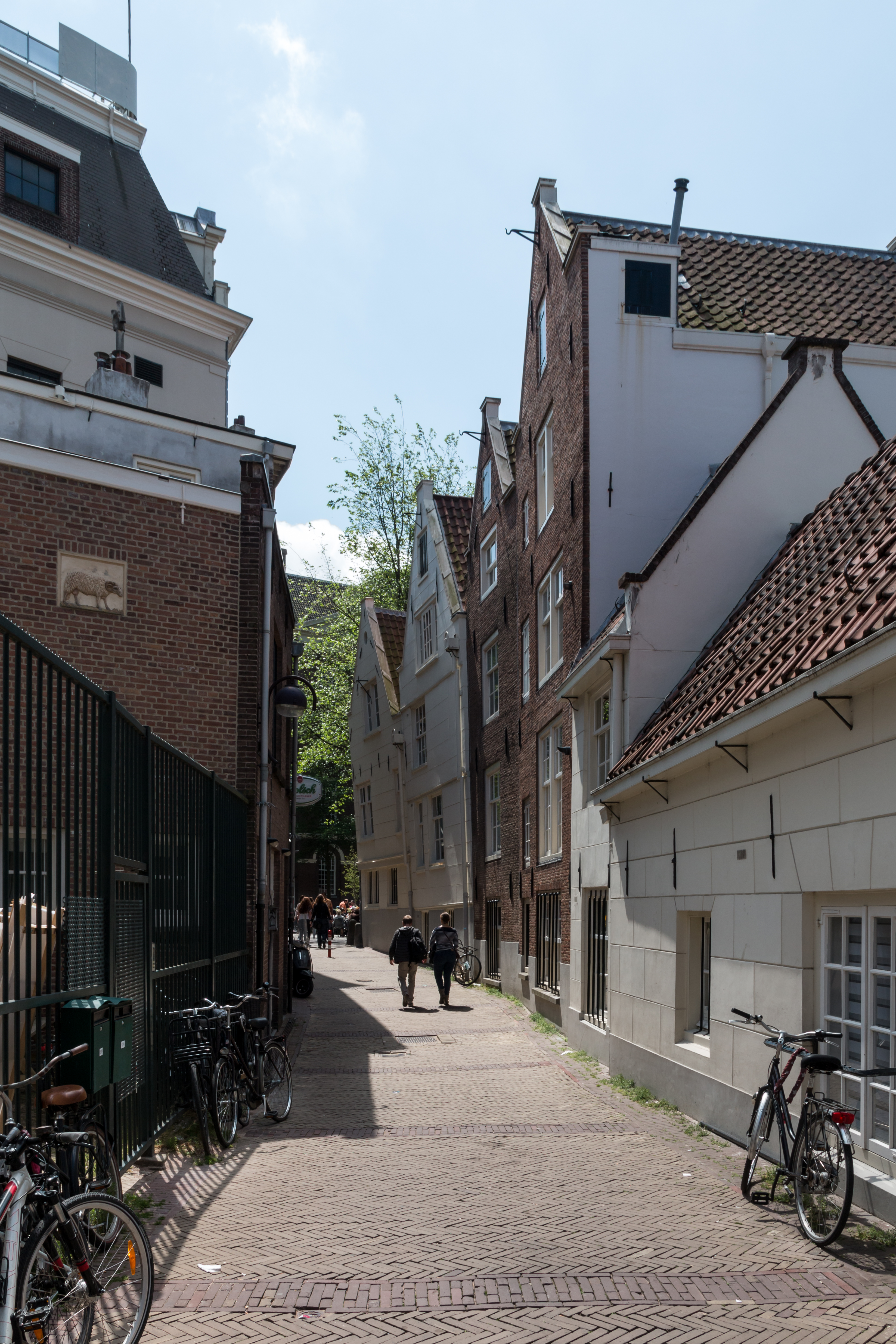
Rue d'Amsterdam (Pays-Bas).

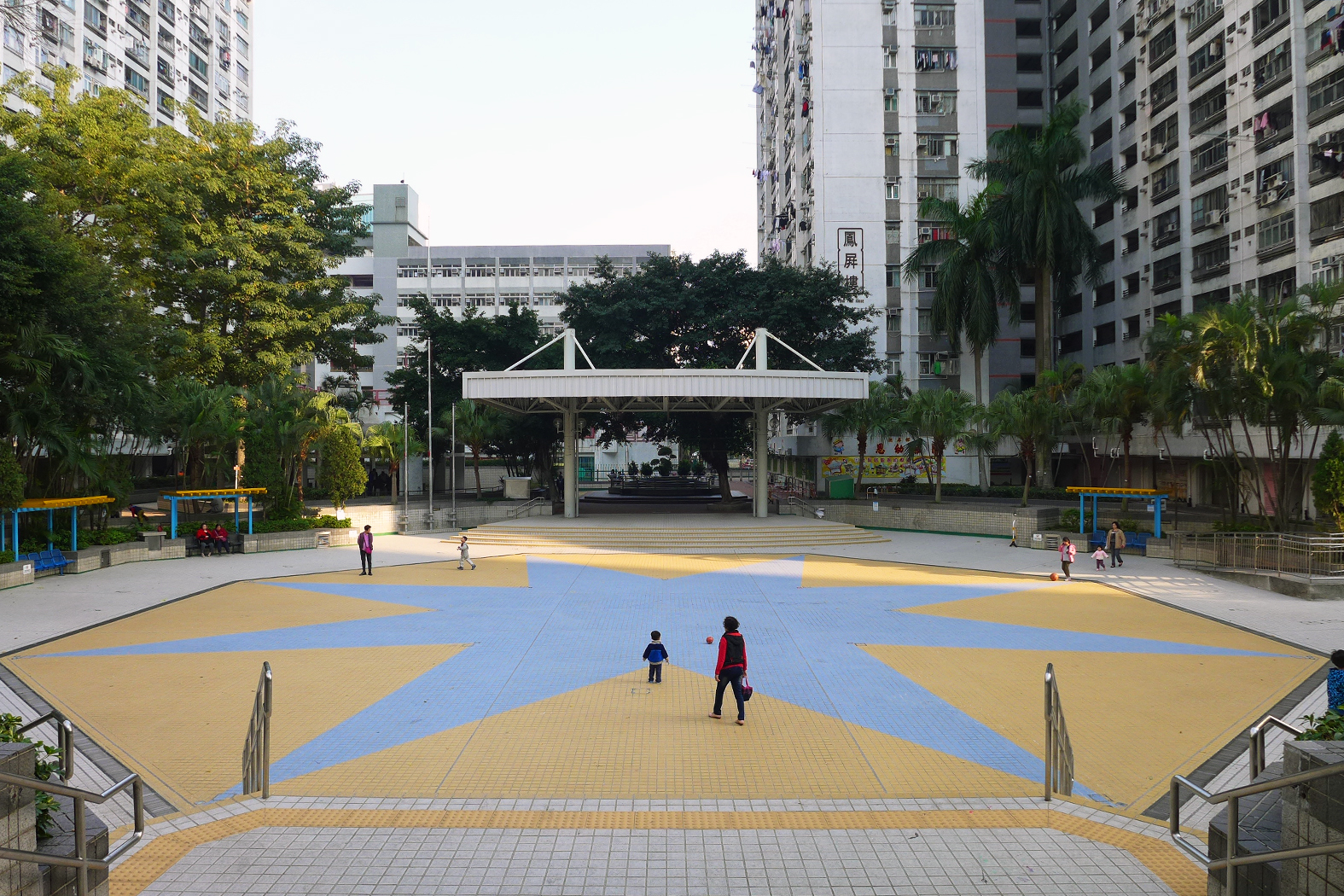
Place à Hong Kong.

L'espace public représente dans les sociétés humaines, en particulier urbaines, l'ensemble des espaces de passage et de rassemblement qui sont à l'usage de tous. Ils appartiennent soit à l'État (domaine public), soit à une entité juridique et morale de droit ou, exceptionnellement, au domaine privé. 
La définition juridique ou partagée de l'espace public a beaucoup évolué dans l'espace et dans le temps, et continuera d'évoluer, dont probablement au niveau européen.

## En urbanisme
La définition générale implique un état de droit qui garantisse les droits et libertés des citoyens dans le domaine public, dont la liberté de circulation.
- Dans les villes protohistoriques, antiques (notions d'espace civique ou religieux public).
- Dans les sociétés isolées, rurales, insulaires, montagnardes.
- Dans les sociétés médiévales et modernes en Occident, jusqu'à la Révolution française : droits et servitudes de passage liés à l'activité, à l'entretien des berges, rivières et fossés, à l'accès aux récoltes (arbres fruitiers, murs, haies). Certains traits subsistent dans le Code rural belge (droit d'échelle) et le monde rural contemporain.

La définition générale implique que soient définis le domaine public, les autorités qui le gèrent et les réglementations ou restrictions qui encadrent le statut ouvert et anonyme de l'espace public : les fleuves et rivières, bois et forêts, parcs et squares, rues et places notamment. En Belgique, le domaine public n'est pas cadastré et trouve son fondement dans un levé topographique qui en définit les contours, parcelles et constructions riveraines (Atlas des chemins et sentiers vicinaux, vers 1840). Il définit les voiries qui relèvent du domaine public et sont placées sous la responsabilité des autorités communales (la voirie vicinale) ou supérieures (la voirie de grande communication).
- Servitude de passage public : droit de passage public existant sur fond privé ; elles font partie de l'espace public.
- Inclusion d'office dans le domaine public : servitude de passage dont le fond n'est pas revendiqué, et tombant dans le domaine public par prescription.
- Droit des riverains des voiries publiques : « Les propriétés riveraines des voies spécialisées non ouvertes à la circulation générale et, notamment, des autoroutes, voies de défense de la forêt contre l'incendie, pistes pour cyclistes et sentiers de touristes ne jouissent pas des droits reconnus aux riverains des voies publiques »[2].
- Valorisation foncière et voiries : l'accès à l'espace public ouvre des droits aux riverains et apporte impétrants, espaces collectifs, équipements publics.

Simultanément, il forme la « structure spatiale des voiries » qui relie les parcelles privées groupées en îlots, favorise leur relation et leurs commerces (marchés ouverts, quais, réseaux de circulation), leur subsistance (égouttage, adduction d'eau), leur densification (la dimension des îlots), ou codifie leurs statuts (hiérarchisation géo-sociale, monumentale, fonctionnelle) à travers un vocabulaire formel basé, sommairement, sur la rue et la place. Simultanément à ces fonctionnalités, il favorise l'expression de la vie et des libertés publiques, et par nature constitue le champ des conflits sociaux (places publiques).
Comme structure, il détermine le développement des villes et s'adapte au site (réseau des rues et réseau des eaux usées) et aux flux de déplacement (ports, quais, gares, autoroutes, boulevards).
Son évolution historique est généralement le fil conducteur selon lequel est décrite l'histoire urbaine ; l'archéologie (villes proto-historiques), la cartographie comparée des villes, les écrits théoriques ont repéré les principaux modèles dont :
- la ville grecque, le damier romain ;
- la ville coloniale romaine, française, américaine ;
- les figures et articulations Renaissance ou baroques ;

- les réseaux de boulevards dans l'urbanisation haussmannienne ;
- les tracés Beaux-Arts, Art nouveau, Art déco ;
- les évolutions techniques principalement des modes de déplacement qui voient les villes adapter leurs espaces publics au chemin de fer, au tramway ou au métro et à l'automobile.

Cette adaptation entraîne une modélisation, dont les schémas post-haussmanniens (plan de Besmne pour l'extension de Bruxelles, vers 1860 notamment), les théories modernistes (séparation des 4 fonctions urbaines, indétermination de l'espace public).
Dans les cas extrêmes des grandes villes, cette adaptation réduit l'espace public à un espace monofonctionnel et technique.
Depuis les années 1980, les réflexions sur l'espace public urbain contemporain (voir plus loin) incluent un retour du piéton dans les préoccupations urbanistiques, et donc une évolution formelle qui lui donne une dimension (au moins) symbolique prépondérante : piétonniers, « zones trente » dans le Code de la Route belge, recours aux forum ou agora dans les créations d'espaces publics (années 1980).
L'espace public urbain est aussi un champ d'action régalien : organisation générale de la ville, interventions symboliques ou monumentales, planification, équipements urbains (ponts, rues, égouts). Le terme « urbanisme » est étroitement lié à l'expression du droit régalien sur la ville et à l'exercice de la transformation de l'espace public.
Simultanément, il est « champ de libertés » beaucoup plus larges que la liberté de circuler : liberté de manifestation, de parole, d'expression, de commercer. Ce champ se définit constitutionnellement, est restreint par les corps des lois, règlements et pratiques et forme le théâtre de l'opposition au pouvoir, de la plupart des conflits politiques et sociaux (sit-in, occupations de carrefours, dérives de fêtes collectives, volontés de s'identifier, de s'approprier les espaces publics d'une ville ou d'une zone.
L'espace public constitue l'espace de vie collective de ses riverains (habitants, commerçants, artisans) et les formes locales de la vie collective le marquent de manière multiforme : l'aménagement, l'ambiance, la couleur et les décorations de la rue, les marchés, les activités économiques (vendeurs ambulants, étals) ou collectives (terrasses, jeux, processions, carnavals) préservent plus ou moins le statut social et l'anonymat de chacun, avec dans les villes une très grande variété de situations (des ghettos homogènes aux zones les plus diversifiées).
En urbanisme contemporain, le terme est aussi utilisé :
- sous son angle politique ;
- sous son angle esthétique et culturel ;
- sous son angle technique et de gestion.

Il est d'usage d'opposer le terme :
- aux espaces privés où une clôture doit être franchie (porte, grille, accès) et où l'anonymat doit être levé sauf exception, tels le domicile, le siège social, l'entreprise ;
- et aux espaces où une clôture doit être franchie (porte, grille, accès) et qui accueillent le public anonyme sous condition (prix d'entrée, règlement d'ordre intérieur, dénommés en Belgique lieux publics) tels que cafés et restaurants, théâtres, parc d'attraction, centre commercial, centre culturel, etc.

Néanmoins, il s'est opéré depuis quelques décennies un brouillage des limites entre espaces publics et espaces privés, sous l'effet de divers processus de privatisation. Les centres commerciaux — espaces de statut privé mais d'usages publics — sont les exemples les plus emblématiques de cette évolution, mais on observe également diverses formes de privatisation de l'espace public traditionnel, comme les Business Improvement Districts que l'on retrouve aux États-Unis, au Canada, au Royaume-Uni ou encore en Allemagne, qui consistent à privatiser la gestion de certaines rues au centre des villes, ou encore les nombreuses pressions exercées sur la gestion et l'aménagement par le secteur privé comme par les résidents.

## En philosophie et en sciences sociales
Le concept d'espace public a été défini par Hannah Arendt, en particulier dans Condition de l'homme moderne (1958) et dans La Crise de la culture (1961). Il est reconceptualisé à partir de l'idée d'Emmanuel Kant d'un espace public mondial, présentée dans son Idée d'une histoire universelle d'un point de vue cosmopolitique.
Le concept entre définitivement dans le registre de la philosophie et des sciences sociales par la thèse de Jürgen Habermas, intitulée L'espace public : archéologie de la publicité comme dimension constitutive de la société bourgeoise (1962). L'auteur y décrit « le processus au cours duquel le public constitué d'individus faisant usage de leur raison s'approprie la sphère publique contrôlée par l'autorité et la transforme en une sphère où la critique s'exerce contre le pouvoir de l'État ». Le processus en question est à dater au XVIIIe siècle en Angleterre (quelque trente années plus tard en France), siècle de développement de l'urbanisation et de l'émergence de la notion d'espace privé dans la bourgeoisie des villes. Habermas montre comment les réunions de salon et les cafés ont contribué à la multiplication des discussions et des débats politiques, lesquels jouissent d'une publicité par l'intermédiaire des médias de l'époque (relations épistolaires, presse naissante).
La notion de « publicité » (au sens de la large diffusion des informations et des sujets de débats via les médias) est un élément phare de la théorie d'Habermas : celle-ci doit être comprise comme dimension constitutive de l'espace public et comme principe de contrôle du pouvoir politique.
Pour Habermas, après son essor au XVIIIe siècle, l'espace public « gouverné par la raison » sera en déclin, puisque la publicité critique laissera peu à peu la place à une publicité « de démonstration et de manipulation », au service d'intérêts privés. C'est d'ailleurs aujourd'hui tout l'enjeu de la démocratie délibérative ou participative, qui doit composer avec la nécessité d'un débat uniquement commandé par l'usage public de la raison, et non des intérêts particuliers. Habermas a été critiqué en ce qui concerne l'évolution de l'espace public par l'historienne française Arlette Farge dans Dire et mal dire (1992) où elle montre que l'espace public n'est pas seulement constitué par une bourgeoisie ou des élites sociales cultivées mais aussi par la grande masse de la population. Celle-ci forge par elle-même les notions de liberté d'opinion et de souveraineté populaire. Pour Farge, le peuple tente de se forger une identité en s'émancipant par la discussion politique. Roger Chartier a également utilisé l'approche d'Habermas dans Les Origines culturelles de la Révolution française (1990).
Aujourd'hui l'espace public est au centre de nombreuses problématiques, notamment dans le champ des sciences de la communication. On citera notamment l'analyse de Bernard Miège (La société conquise par la communication) qui distingue, dans un retour historique sur les modèles d'espace public, quatre grands modèles de communication qui organisent un espace public élargi et fragmenté : la presse d'opinion (milieu du XVIIIe siècle), la presse commerciale (à partir du milieu du XIXe siècle), les médias audiovisuels de masse (depuis le milieu du XXe siècle) et les relations publiques généralisées (depuis les années 1970).
En anthropologie, l'espace public est apparu comme une notion importante pour distinguer les sociétés modernes pouvant être appelées « sociétés de la publicité » par opposition à bon nombre de sociétés traditionnelles que l'on qualifierait alors de « sociétés sans publicité » ou de « société du secret », dans le cas où la plupart des paroles sur lesquelles s'appuie l'autorité sont secrètes ou privées, et ne reposent donc pas sur une diffusion ou un débat public à propos de ces paroles au sein de la population.
Jean-Pierre Tabin, René Knüsel et Claire Ansermet relèvent dans l’ouvrage « Lutter contre les pauvres » que la politique face à la mendicité repose essentiellement sur une limitation de sa pratique, donc sur une police de la mendicité. Les responsables politiques justifient cette limitation par la nécessité d’assurer une gestion de l’espace public basée sur la sécurité, la propreté et la défense de l’image des villes. Cette construction de la mendicité comme problème public, avec le soutien actif de la presse, n’est d’ailleurs pas du tout particulière au canton de Vaud en Suisse, comme l’ont montré d’autres études, notamment menées dans la ville autrichienne de Graz.